# Titan Soccer Complex
O Titan Soccer Complex é um estádio específico para futebol com capacidade para 1.000 torcedores no campus da Eastern Florida State College em Melbourne, Flórida . Construído em 2013, atualmente é a casa dos times de futebol masculino e feminino do Eastern Florida Titans, bem como o anfitrião do Campeonato Nacional de Futebol Feminino da Divisão I da NJCAA de 2014 a 2016.
A partir de 2016, o Orlando City B, afiliado do Orlando City SC na United Soccer League, passou a mandar seus jogos no estádio . Para os jogos da OCB, a capacidade do estádio será ampliada para 3.500 lugares.